# Audeka
Audeka také Andeka, Audeca či Andeca latinsky Audacer (6. století? – po roce 585?) byl svébským králem v Gallaecii v letech 584 a 585, kdy byl poražen a sesazen vizigótkým králem Leovigildem. Některé zdroje uvádějí, že byl synem krále Theodemira, tedy bratrem krále Mira, ale podle Řehoře z Tours to byl pouhý šlechtic, který se oženil s dcerou krále Mira.

## Život
Podle záznamů Isidora ze Sevilly a Jana z Biclara v roce 583 zemřel král Miro, jeho nástupcem se stal jeho syn Eborich. Podle Diccionario biográfico español, Real Academia de la Historia, byl Eborich v době otcovy smrti ještě velmi mladý (adolescens), což potvrzují i záznamy Isidora ze Sevilly. Řehoř z Tours poznamenal, že Eborich respektoval příměří dohodnuté jeho otcem. Rozpoznal vizigótskou nadřazenost a moc, proto uzavřel s vizigótským králem Leovigildem spojeneckou smlouvu, přičemž byl korunován králem Svébů.
Toto podrobení se Vizigótům vedlo k povstání svébské aristokracie a sesazení Eboricha z trůnu v roce 584. Řehoř z Tours, Isidor ze Sevilly i Jan z Biclara shodně zaznamenali to, že vzpouru vedl jistý Audeka, který byl Eborichovým švagrem. Audeka nechal Eboricha tonzurovat a zavřít do kláštera. Poté donutil Eborichovu matku Sisegutu, vdovu po králi Mirovi, aby si ho vzala, prohlásil se králem a zaujal Eborichovo místo na trůnu. Tyto události popisuje i záznam v díle Identity and Interaction: The Suevi and the Hispano-Romans. Poté, co v roce 584 usedl na trůn, byl Audeka zmíněn v seznamu svébských králů v El reino suevo (411-585) jako šestý král po temném období v království Galicie.
Sesazení Eboricha z trůnu bylo pro vizigótského krále Leovigilda záminkou k válečnému tažení na území Svébů. Podle španělského historika Rafaela Altamiry Leovigild okamžitě napadl území Svébů, přičemž si v bitvách u Portucaly a Bragy území Svébů podrobil. V roce 585 byl Andeka zajat, sesazen a donucen podstoupit tonzuru, poté byl uvězněn v klášteře Pax Julia. Podle Diccionario biográfico español, Real Academia de la Historia se o dalším osudu Andeky nedochovaly žádné informace. Nejsou známí žádní legitimní ani nelegitimní Andekovi potomci.
Svébské království bylo podrobeno a stalo se vizigótskou provincií. Po podrobení došlo k povstání svébské opozice, do jejíž čela se postavil Malarich, patrně potomek krále Mira. Povstání bylo po krátké době potlačeno a království Svébů na Pyrenejském poloostrově definitivně zaniklo.